# Godzianów
Godzianów è un comune rurale polacco del distretto di Skierniewice, nel voivodato di Łódź.
Ricopre una superficie di 44,06 km² e nel 2004 contava 2 729 abitanti.